# Gibraltar op de Europese kampioenschappen atletiek 2010
Gibraltar werd door één atleet vertegenwoordigd op de Europese kampioenschappen atletiek 2010, in de Spaanse stad Barcelona. Het land wist geen medailles in de wacht te slepen.

## Deelnemers
| Onderdeel | Mannen          | Vrouwen |
| --------- | --------------- | ------- |
| 100 m     | Dominic Carroll |         |

## Resultaten

### Dinsdag 27 juli 2010

#### 100 m mannen
- Dominic Carroll
  - Reeksen: DSQ

Albanië · Andorra · Armenië · Azerbeidzjan · België · Bosnië en Herzegovina · Bulgarije · Cyprus · Denemarken · Duitsland · Estland · Finland · Frankrijk · Georgië · Gibraltar · Griekenland · Groot-Brittannië · Hongarije · Ierland · IJsland · Israël · Italië · Kroatië · Letland · Liechtenstein · Litouwen · Luxemburg · Macedonië · Malta · Moldavië · Monaco · Montenegro · Nederland · Noorwegen · Oekraïne · Oostenrijk · Polen · Portugal · Roemenië · Rusland · San Marino · Servië · Slovenië · Slowakije · Spanje · Tsjechië · Turkije · Wit-Rusland · Zweden · Zwitserland